# Skażenie w Goiânii

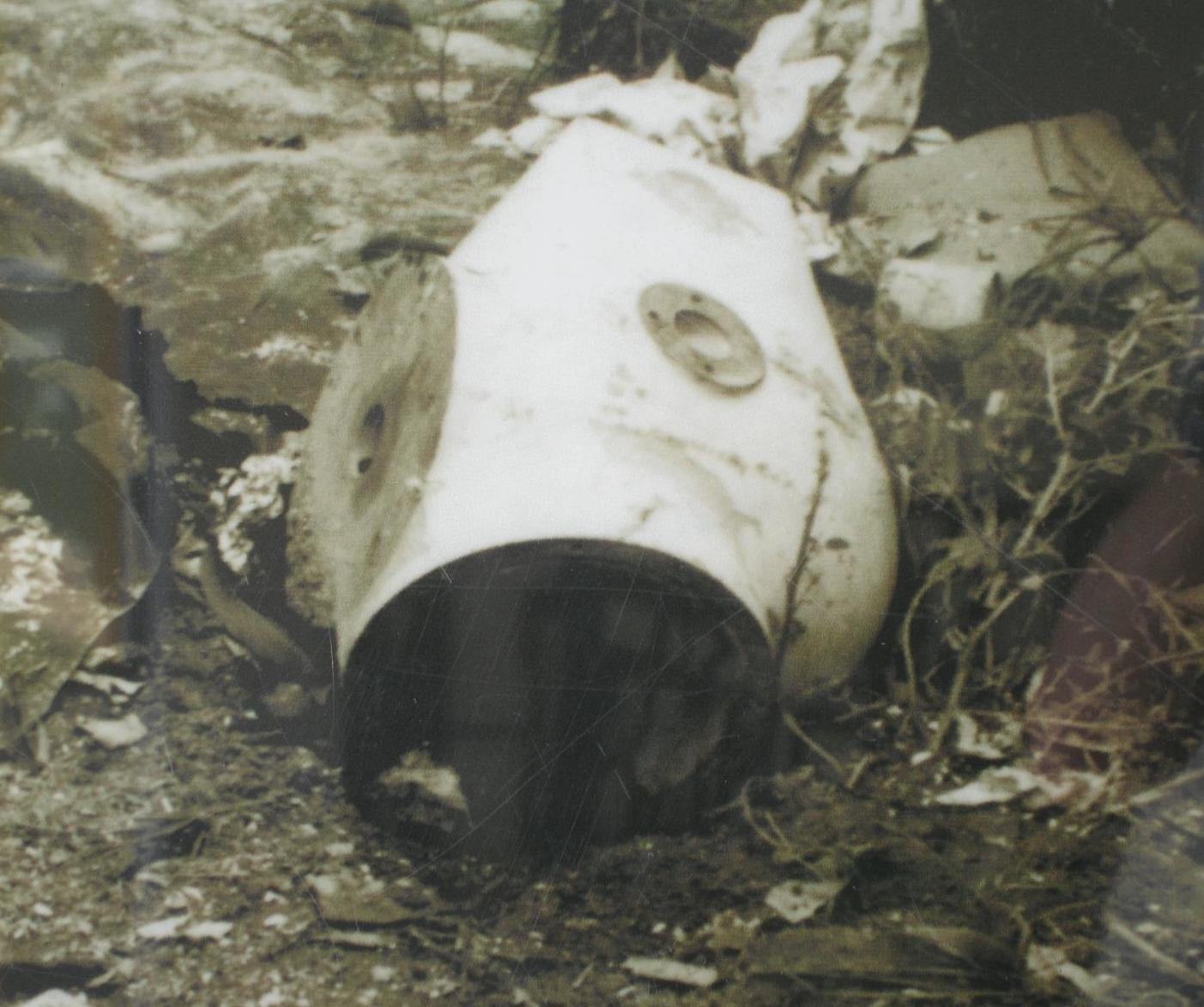
Źródło promieniowania z Goiânii

Skażenie w Goiânii – zdarzenie radiacyjne stopnia piątego w siedmiostopniowej międzynarodowej skali INES. Skażenie radioaktywne w centralnej Brazylii spowodowało śmierć 4 osób, a 22 osoby zostały napromieniowane w stopniu narażającym życie i zdrowie.
13 września 1987 stare źródło promieniowania zostało wyniesione ze zlikwidowanego szpitala w Goiânii, stolicy centralnego stanu Brazylii Goiâs. Materiał ten przechodził z rąk do rąk, powodując poważne skażenie radioaktywne, i w rezultacie napromieniowania oraz śmierć kilku osób.
Przypadek ten uważany jest powszechnie za najpoważniejszy wypadek jądrowy powiązany z nieprawidłowym przechowywaniem materiału promieniotwórczego w historii wykorzystywania energii atomowej.

## Szczegóły wypadku

### Źródło promieniowania

Budowa źródła promieniowania

Źródłem była mała tuleja, zawierająca silnie promieniotwórczy chlorek cezu (sól promieniotwórczego izotopu cezu-137), umieszczona w ochronnym pojemniku zrobionym z ołowiu i stali, zawierającym okienko z irydu. Wewnętrzna część tulei może obracać się umożliwiając ustawienie źródła promieniowania na wprost otworu lub naprzeciw niego.
Międzynarodowa Agencja Energii Atomowej (MAEA) określiła tuleję o średnicy 51 mm i długości 48 mm jako „pojemnik o międzynarodowym standardzie”. W 1971 roku tuleja zawierała cez o aktywności 74 TBq (74×1012 Bq, czas połowicznego rozpadu cezu-137 to ok. 30 lat). Moc dawki w odległości 1 m od źródła promieniowania wynosiła 4,56 Gy/h (456 rad/h). Radioźródło było wykonane w Stanach Zjednoczonych w Oak Ridge National Laboratory i było używane jako źródło promieniowania w radioterapii w szpitalu w Goiânii.
Międzynarodowa Agencja Energii Atomowej określiła dawki na:
- wartość powodująca stałe skażenie gruntu 137Cs: 1,6×10−12 Sv−1 Bq−1 m³.
- dawka do spożycia: 1,2×10−8 Sv Bq−1
- dawka do inhalacji: 8,7×10−9 Sv Bq−1.

W momencie wyniesienia ze szpitala źródło miało aktywność 50,9 TBq (1375 Ci), cez-137 o aktywności 44 TBq (1200 Ci, 87%) zdołano odzyskać w procesie oczyszczania. 7 TBq przedostało się do środowiska, co po 23 latach (2010) odpowiadało aktywności ok. 4 TBq.
Dla porównania, detektory dymu wyposażone są w radioźródło 241Am o aktywnościach 18,5 kBq (0,5 μCi) lub 29,6 kBq (0,8 μCi) – czyli setki milionów razy mniejsze niż obecna aktywność cezu-137, która przedostała się do środowiska w wyniku wypadku.

### Opis zdarzenia
W roku 1984 klinika radioterapii w szpitalu w Goiânii została zlikwidowana, lecz pojemnik zawierający cez-137 pozostał wewnątrz budynku. Latami przez zamknięty budynek przewinęło się wielu bezdomnych i włamywaczy. Dopiero w roku 1987 dwie osoby – Roberto dos Santos i Wagner Mota dokonali rozebrania urządzeń wewnątrz szpitala, a samo radioźródło wywieźli w taczce poza obręb budynku. Podczas częściowego demontażu oporządzenia ulegli oni napromieniowaniu ze skradzionego radioźródła (promieniowanie gamma), doznając poważnych oparzeń ciała. Obydwaj zaczęli wymiotować już tego samego dnia – 13 września. 15 września Wagner Mota skorzystał z pomocy lekarskiej, poradzono mu, by pozostał w domu. W późniejszym terminie jednemu z nich amputowano ramię.
Dos Santos i Mota próbowali otworzyć ochronny pojemnik, jednak bez rezultatu. Uszkodzili oni jednak irydowe okienko, przez które można było dostrzec chlorek cezu emitujący głęboko niebieskie promieniowanie. Emitowane światło było wynikiem promieniowania radioźródła, jednak mechanizm jego powstawania nie był znany podczas sporządzania raportu przez MAEA. Podobne świecenie zaobserwowano w laboratoriach Oak Ridge podczas usuwania kapsuły ochronnej zawierającej sól cezu-137 w 1988. Uważa się obecnie, że była to fluorescencja lub promieniowanie Czerenkowa w wyniku absorpcji wilgoci przez radioaktywny chlorek cezu. MAEA zaleciła dalsze badania nad naturą światła podczas sporządzania raportu.
Uszkodzony zbiornik został sprzedany na złomowisku, którego właściciel, Devairo Alveso Ferreira (otrzymana całkowita dawka 7,0 Gy), zaobserwował w nocy niebieską poświatę wydobywającą się z pojemnika i postanowił zrobić dla żony pierścionek z niebieskiego materiału. Sprzedaż radioźródła Ferreirze spowodowała napromieniowanie wielu ludzi:
- pracownicy złomowiska otworzyli ołowianą obudowę. Dwóch z nich zmarło później w wyniku napromieniowania (dawka 4,5 i 5,3 Gy).
- brat Ferreiry, Ivo, który otwierał kapsułę, naniósł promieniotwórczy pył na podłogę swojego domu. Jego 6-letnia córka Leide das Neves Ferreira, podczas siedzenia na podłodze pochłonęła dużą dawkę promieniowania (1,0 GBq, dawka 6,0 Gy), w wyniku czego zmarła miesiąc później (23 października). Inne źródła[jakie?] twierdzą, że Ivo zabrał część materiału do domu i położył na stole w czasie posiłku.

- kilkanaście osób przebywających w domu Ferreiry weszło w kontakt z substancją, roznosząc ją w sąsiedztwie i najbliższych miejscowościach.
- inny brat Ferreiry użył radioaktywnego pyłu jako niebieskiej farby do znakowania zwierząt na swojej farmie, kilka spośród nich padło.

25 września Ferreira sprzedał zbiornik na inne złomowisko.
Żona właściciela złomowiska, Maria Gabriela Ferreira (dawka 5,7 Gy) była pierwszą zarejestrowaną osobą chorującą w tym samym czasie. Po pojawieniu się objawów podejrzewała, że przyczyną złego samopoczucia jest wypity napój, lecz analiza soku nie wykazała nic podejrzanego. Jej matka, która się nią opiekowała, otrzymała dawkę 4,3 Gy.
Mimo że Devair Alves Ferreira otrzymał większą dawkę (7,0 Gy), przeżył, podczas gdy jego żona po otrzymaniu dawki 5,7 Gy zmarła. Najbardziej prawdopodobnym wyjaśnieniem jest to, że jej mąż otrzymywał dawki w sposób przerywany, podczas gdy jego żona przebywała w domu przez większą część czasu i podlegała ciągłemu napromieniowywaniu. W rezultacie jej samonaprawcze mechanizmy komórkowe miały mniej czasu, aby odbudować wewnętrzne uszkodzenia, które powstały w wyniku promieniowania.

#### Identyfikacja
28 września Maria Ferreira nabrała podejrzeń, że przyczyną złego samopoczucia jest zakupiony wcześniej złom. Zapakowała ona resztki zniszczonej kapsuły do plastikowej torby i zawiozła autobusem do szpitala, aby lekarze stwierdzili, czy są one niebezpieczne. Ponieważ złom znajdował się w plastikowej torbie i nie uległ rozproszeniu, stopień skażenia w szpitalu był niski. W raporcie MAEA stwierdzono, że do tego momentu aż 90% źródła promieniowania zostało rozproszone.
Późniejsza rekonstrukcja 15-minutowego przewozu źródła promieniowania autobusem wykazała, że nikt z pasażerów nie został narażony na napromieniowanie powodujące istotne szkody dla zdrowia. Dawka przyjęta przez osoby znajdujące się najbliżej źródła wynosiła poniżej 0,3 Gy (na nogi). Pasażerowie oddaleni powyżej 1,4 m otrzymali dawki mniejsze niż 40 mGy. Otrzymane dawki są powyżej dopuszczalnych limitów dawek działających na organy ludzkie, jednak nie powodują one poważniejszych zagrożeń dla zdrowia.
29 września rano, używając pożyczonego z Nuclebras (rządowej agencji zajmującej się obrotem paliwa jądrowego oraz poszukiwaniami rud uranu) licznika scyntylacyjnego jeden z pracowników szpitala dokonał wykrycia źródła promieniowania. W ten sposób potwierdzono, że Maria Gabriela Ferreira zapadła na chorobę popromienną.
Wieczorem 29 września rozpoczęto akcję identyfikacji i oczyszczania skażonych terenów.
Maria Gabriela Ferreira zmarła miesiąc później (23 października) wskutek napromieniowania. Prawdopodobnie dzięki jej działaniom, zmierzającym do rozpoznania niebezpieczeństwa w niewinnie wyglądającym przedmiocie, wiele osób uniknęło napromieniowania zagrażającego zdrowiu i życiu.
Zidentyfikowano 46 osób, które pochłonęły wysokie dawki promieniowania, hospitalizowano 19, z czego 4 zmarły. 6 osób przeżyło wysokie dawki promieniowania (3–7 Gy) wskutek otrzymania całkowitej dawki porcjami, nie zaś w ciągłym wymiarze czasu.
Na skażenie radioaktywne było narażonych ponad 100 tys. osób. U 244 z nich wykryto znaczący poziom skażenia na ciele bądź wewnątrz organizmu. Z tej grupy 129 osób poddano wewnętrznej dekontaminacji. Większość z nich pochłonęła małe dawki (poniżej 50 mGy, ryzyko rozwoju nowotworu poniżej 1:400).
Sumarycznie około tysiąca osób otrzymało dawki większe niż w całoroczna dawka promieniowania naturalnego. 97% z nich otrzymało dawki 10–200 mGy (ryzyko rozwoju nowotworu odpowiednio 1:2000 i 1:100).

### Następstwa
Z powodu wystąpienia skażenia i wypadków śmiertelnych, trzech lekarzy zarządzających majątkiem likwidowanego szpitala i odpowiedzialnych za pozostawienie materiału stwarzającego zagrożenie życia bez nadzoru w opuszczonym budynku szpitala poniosło odpowiedzialność karną.
Z wielu miejsc usunięto warstwę ziemi, kilka budynków zostało zburzonych. Wszelkie obiekty z domów były wynoszone i osobno badane pod kątem skażenia. Obiekty nieskażone były pakowane do plastikowych worków, obiekty skażone były przeznaczane do dekontaminacji lub były traktowane jako odpady. W przemyśle różnica między obiektem przeznaczonym do oczyszczania a odpadem jest uzależniona tylko od względów ekonomicznych. Międzynarodowa Agencja Energii Atomowej zreorganizowała ten podział w celu zmniejszenia efektu psychologicznego. Większą część prywatnego dobytku ludności, mającego wartość osobistą (biżuteria, fotografie) przeznaczano do oczyszczania.
Po usunięciu wszelkiego dobytku z domów, używano odkurzaczy dla usunięcia wszelkich pyłów z powierzchni, przed testami powierzchni i instalacji (np. kanalizacyjnych) pod kątem promieniotwórczości. Farby były zdzierane, podłogi traktowane mieszaninami kwasów i błękitu pruskiego. Dachy domów były odkurzane i przepłukiwane wodą, w dwóch przypadkach dach wymieniono. Ścieki z oczyszczania usunięto z miasta i składowano w odległym miejscu.
Do oczyszczania ziemi, obiektów glinianych i cementowych, a także dachów, używano ałunu potasowego rozpuszczonego w kwasie solnym.
Powierzchnie nawoskowane i smarne oczyszczano rozpuszczalnikami organicznymi zawierającymi ałun potasowy rozpuszczony w kwasie solnym; mieszaninę wodorotlenku sodu i ałunu używano do czyszczenia podłóg syntetycznych i maszyn.
Wiele osób było poddanych dekontaminacji poprzez podawany wewnętrznie błękit pruski. Mocz przepuszczany był przez wymieniacze jonowe w celu wychwycenia jonów cezu.

### Porównanie z podobnymi przypadkami

#### 137Cs a60Co
Operacja dekontaminacji (oczyszczania) była niezwykle trudna, ponieważ źródło promieniowania było otwarte, a materiał radioaktywny rozpuszczalny w wodzie. Podobny przypadek w Meksyku, tyle że z udziałem kobaltu-60 był całkowicie inny w procesie oczyszczania. Kobalt-60 wykorzystywany jest w postaci stopu z niklem w celu poprawy właściwości mechanicznych. Jeśli stop ten ulegnie rozproszeniu, fragmenty nie rozpuszczają się w wodzie i nie nabierają w ten sposób dużej mobilności. Radioaktywny kobalt (podobnie jak radioaktywny iryd) mogą jednak zostać potraktowane jako złom i zanieczyścić stal wyprodukowaną z jego użyciem. W USA wyburzano budynki, ponieważ do ich konstrukcji stosowano stal z podwyższoną ilością kobaltu-60. W Meksyku odnotowano przypadki, w którym stal zanieczyszczoną metalami radioaktywnymi użyto do produkcji nóg stołowych.
W 1994 roku w Tammiku (Estonia) miał miejsce podobny przypadek. Trzech mężczyzn włamało się do magazynu odpadów radioaktywnych w celu kradzieży złomu. Wynieśli stamtąd blok metalu zawierający 137Cs. W wyniku napromieniowania przez zabrany materiał (dawka powyżej 10 Gy) jeden z nich zmarł.
Przypadek w Tammiku był prosty w dekontaminacji, ponieważ materiał radioaktywny był w formie jednorodnego kawałka metalu.

## Skażenie w Goiânii w literaturze
Na kanwie wypadku zostało luźno oparte opowiadanie Dariusza Żukowskiego pt. Blask ze zbioru Miłość morderców (2009).